# 103 a.C.

## Eventos
- Caio Mário, pela terceira vez, e Lúcio Aurélio Orestes, cônsules romanos[1]. Orestes morreu na função e obrigou Mário a retornar a Roma para presidir as eleições.
- Continua a Guerra Címbrica.
- Continua a Segunda Guerra Servil.
  - O pretor Lúcio Licínio Lúculo continua a campanha, mas é derrotado na Batalha de Cirteia e perde quase 20 000 homens. Depois de uma breve recuperação, inicia o Cerco de Triocala, mas não consegue encerrar a guerra.
  - O Senado confere o comando da guerra ao pretor Caio Servílio, mas Lúculo, furioso, queima o acampamento e debanda o exército inteiramente.